# Жданівка (Дрогобицький район)
Жда́нівка (до 1940-х — Жджанна) — село Дрогобицького району Львівської області. У селі при дорозі стоїть дерев'яна церква Благовіщення Пресвятої Богородиці.
Місцеві жителі назву поселення вимовляють як Ждьинна або Жджьинна.

## Географія
Селом тече струмок Жданий.

## Історія
27 липня 1944 біля села курені УПА під командуванням «Різуна» і «Благого» вели двогодинний бій з німцями використанням важкої артилерії та гранатометів з обох сторін.